# Știri false

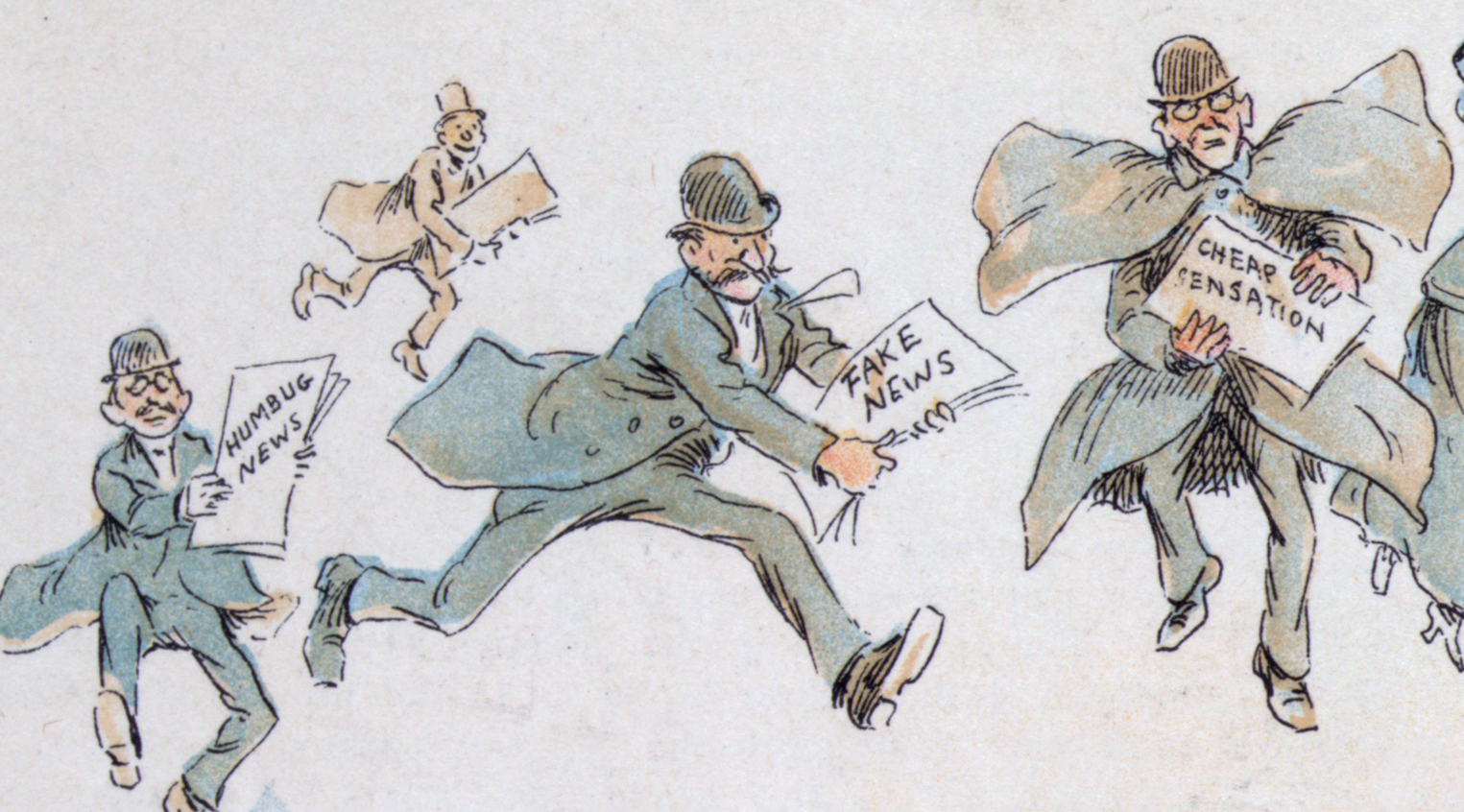
Caricatură cu reporteri ce răspândesc "știri false" din 1894, ilustrație de Frederick Burr Opper

Știrile false (din eng. fake news) reprezintă un tip de jurnalism galben sau de propagandă, care constă în răspândirea de informații false difuzate prin mass-media tradițională sau prin social media tradițională precum TV sau ziare. Știrile false sunt scrise și publicate cu intenția de a induce în eroare, în scopul de a deteriora reputația unei agenții, entități sau persoane, precum și pentru câștig financiar sau politic, de multe ori folosind titluri senzaționale, necinstite, sau pur și simplu fabricate pentru a crește numărul de cititori, pentru răspândirea în mediul online și pentru venituri prin click-uri pe Internet. În acest din urmă caz, este similar cu titluri senzaționale de tip "clickbait" din mediul online și se bazează pe veniturile generate din generate, indiferent de veridicitatea poveștilor publicate. Știrile false dezinformează în mod intenționat și diferă de satiră sau parodie, care sunt destinate pentru a amuza publicul, în loc să îl inducă în eroare.
Relevanța știrilor false a crescut în sistemul politic de tip post-adevăr. Pentru mass-media, capacitatea de a atrage cititori la site-urile lor este necesară pentru a genera venituri din  publicitate online. Dacă publicarea unui material cu conținut fals atrage utilizatori, acest lucru aduce beneficii agenților de publicitate și îmbunătățește opiniile. Accesul la venituri din publicitate online, creșterea polarizării politice și popularitatea platformelor de social media precum Facebook au fost toate implicate în răspândirea de știri false, care concurează cu știri legitime. Actori politici sau din guverne au fost de asemenea implicați în generarea și difuzarea de știri false, în special în timpul alegerilor electorale.
Știrile false subminează mass-media serioasă și face dificilă promovarea știrilor importante de către jurnaliști. O analiză a companiei de media Buzzfeed a constatat că cele mai importante 20 fake news despre alegerile prezidențiale din SUA din 2016 au primit mai multă atenție pe Facebook decât cele mai importante 20 de știri despre alegerilor de la canalele mass-media majore. Website-urile anonime care găzduiesc fake news scrise sub anonimat au fost criticate, deoarece acestea fac dificilă urmărirea autorilor acestor știri false pentru calomnie.
Mulți oameni au murit din cauza știrilor false. Oameni au fost atacați fizic pentru povești false răspândite de mass-media, iar știrile false despre anti-vaccinare au cauzat grave epidemii de boli care puteau fi prevenite, și care au cauzat handicapuri și decese pentru adulți și copii.

## Definiție
Claire Wardle de la First Draft News identifică șapte tipuri de știri false:
1. satiră sau parodie ("nici o intenție de a provoca daune, dar are potențialul de a păcăli")
2. conexiuni false ("când titluri, efecte vizuale sau legendele unor poze sau grafice nu susțin conținutul")
3. conținut înșelător ("utilizarea înșelătoare de informații pentru a afecta o persoană")
4. context fals ("când conținutul autentic este îmbinat cu informații contextuale false")
5. conținut "impostor" ("când sursele autentice sunt înlocuite cu surse false)
6. conținut manipulat ("când informații sau imagini autentice sunt manipulate pentru a induce în eroare", e.g. fotografie "falsificată")
7. conținut fabricat ("conținutul nou este 100% fals, conceput pentru a înșela și a face rău")

## Identificarea știrilor false

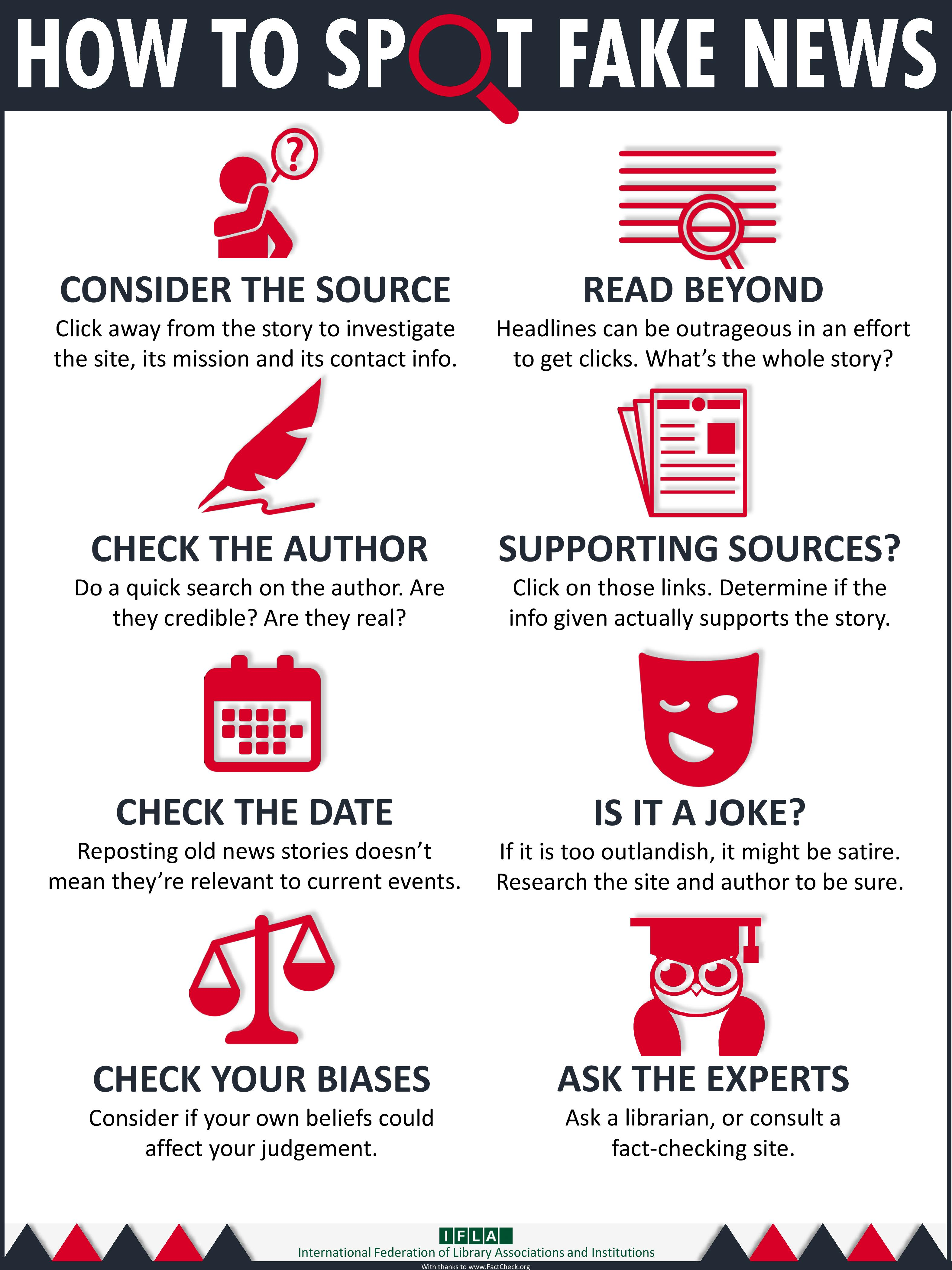
Infografic Cum să identifici știri false, publicat de către International Federation of Library Associations and Institutions

International Federation of Library Associations (IFLA) a publicat un ghid (a se vedea poza alăturată) pentru a ajuta cititorii să recunoască știrile false. Principalele recomandări sunt:
1. Verifică  sursa articolului (pentru a înțelege misiunea și scopul)
2. Citește dincolo de titlu (pentru a întelege întreaga poveste)
3. Verifică autori (pentru a vedea dacă aceștia sunt reali și credibili)
4. Evaluează sursele auxiliare (pentru a te asigura că sprijină mesajele articolului)
5. Verifică data publicării (pentru a vedea dacă povestea mai este relevantă)
6. Verifică dacă este o glumă sau nu (pentru a determina dacă articolul este menit să fie satiră)
7. Revizuiește-ți propriile prejudecăți (pentru a vedea dacă acestea afectează judecata)
8. Adresează-te unui expert (pentru a obține confirmare de la persoane care lucrează în domeniu).

## Exemple istorice

### Perioada antică

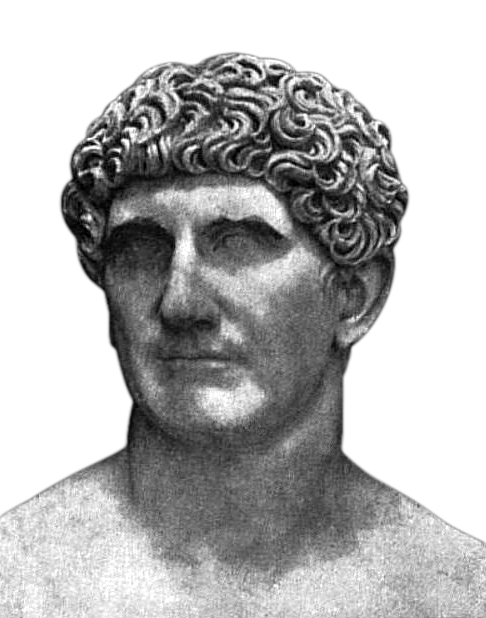
Politicianul și generalul roman Marc Antoniu, s-a sinucis din cauza dezinformării.

În secolul 13 Î. Hr., Ramses cel Mare a răspândit minciuni și propagandă prin portretizarea bătăliei de la Kadesh ca o victorie uimitoare pentru Egipteni; el a decorat pereții templelor cu scene în care el însuși îi lovea pe dușmani în timpul bătăliei. Tratatul dintre Egipteni și Hitiți, cu toate acestea, arată faptul că bătălia a fost la egalitate.
În primul secol Î. Hr., Octavian a condus o campanie de dezinformare împotriva rivalului său Marc Antoniu, descriindu-l ca pe un bețiv, afemeiat și ca fiind o simplă marionetă a reginei Egiptene Cleopatra a VII-a. El a publicat un document care pretindea a fi testamentul lui Marc Antoniu, care spunea că Marc Antoniu, la moartea lui, ar dori să fie înmormântat în mausoleul  faraonilor ptolemeici. Deși documentul a fost cel mai probabil falsificat, acesta a provocat indignare în rândul populației imperiului roman. Marc Antoniu, în cele din urmă s-a sinucis după înfrângerea sa în Bătălia de la Actium, după ce a auzit zvonuri false, propagate de însuși Cleopatra, care susțineau că acesta s-a sinucis.
În secolele II și III d. Hr., s-au răspândit zvonuri false despre creștini care pretindeau că aceștia făceau canibalism și incest. În secolul al III-lea d. Hr.,  apologistul creștin Lactantiu a inventat și a exagerat exagerate povești despre păgâni, care susțineau că aceștia făceau acte de imoralitate și cruzime,, în timp ce scriitorul anti-creștin Porfir a inventat povești similare despre creștini.

### Perioada medievală
În 1475, o știre falsă a fost răspândită în orașul Trento, care susținea că comunitatea evreiască a ucis un copil creștin pe nume  Simonino. Din cauza  acestei știri false, toți evreii au fost arestați și torturați; cincisprezece dintre ei au fost arși pe rug. Papa Sixtus al IV-lea însuși a încercat să oprească răspândirea acestei povești și să se distanțeze de ea, dar  aceasta s-a răspândit deja dincolo de orice control. Povești de acest fel erau cunoscute sub numele de "calomnie de sânge"; acestea susțineau în mod fals că evreii ucideau intenționat creștini, mai ales copiii, și foloseau sângele lor pentru ritualuri religioase. 

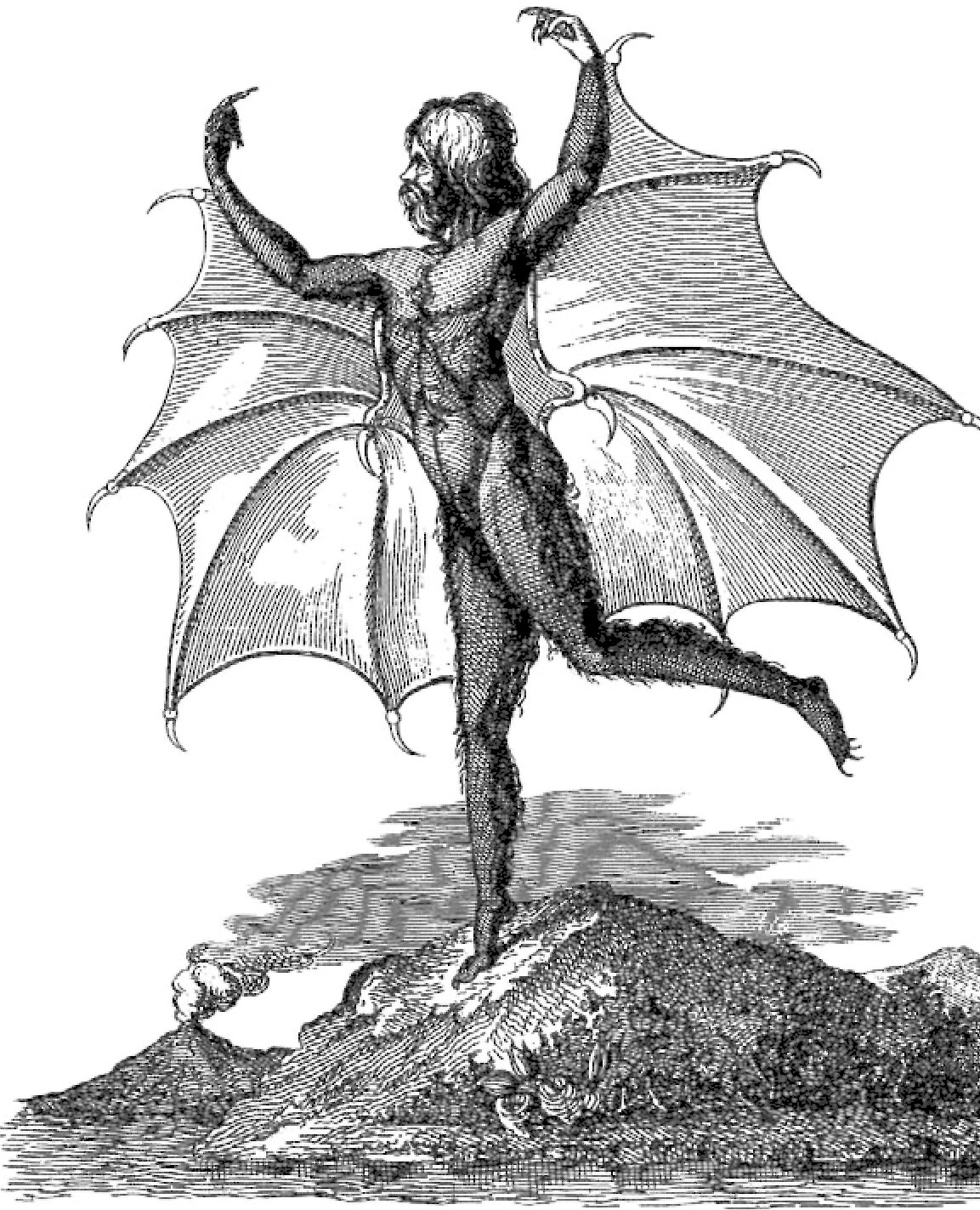
Știre falsă despre un "animal lunar", care ar fi fost descoperit de John Herschel pe Lună

### Perioada modernă timpurie
După inventarea tiparului în 1439, publicațiile au devenit larg răspândite, dar nu exista niciun standard de etică jurnalistică. În perioada secolului al XVII-lea, istoricii au început practica de a cita sursele în notele de subsol. În 1610, când Galileo Galilei a mers la proces, cererea pentru verificabilitatea surselor de știri a crescut.
În timpul secolului al XVIII-lea, editorii de știri false erau amendați și interziși în Țările de Jos; de exemplu, Gerard Lodewijk van der Macht, a fost interzis de patru ori de către autoritățile olandeze, și de fiecare dată s-a mutat și a repornit presa. În coloniile americane, Benjamin Franklin a scris știri false despre indieni care lucrau pentru regele George al III-lea al Marii Britanii și "scalpau" oamenii, într-un efort de a influența opinia publică în favoarea revoluției americane.